# Pimentón de la Vera

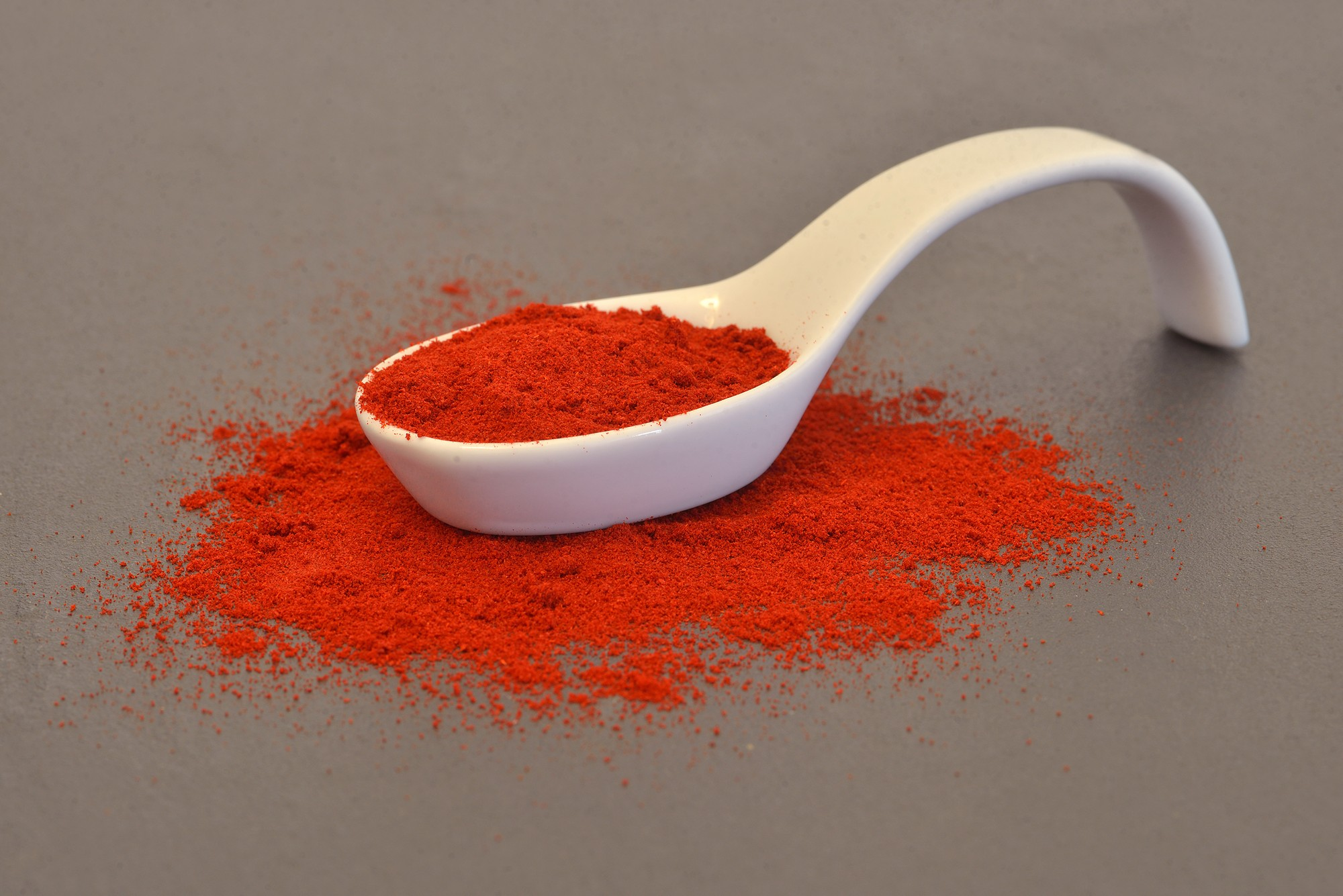
Pimentón de la Vera.

Comarca de la Vera.

El pimentón de la Vera es el producto resultante de la molienda de pimientos rojos de las variedades ocales, jaranda, jariza, jeromín y bola. Es un producto de sabor y aroma ahumados, intensos y penetrantes, debido al proceso de secado al humo a que se somete a los pimientos. En cuanto a su coloración es rojo intenso con relativo brillo. Tiene un alto poder colorante, superior en las variedades del grupo de las ocales que en la variedad bola. Tanto su sabor, aroma y color son altamente estables a lo largo del tiempo, debido principalmente, al lento y suave proceso de deshidratación utilizado.
El pimentón de la Vera es una especie de origen protegida (DOP) registrada ante la Unión Europea desde el 22 de agosto de 2007 y ante la Organización Mundial de la Propiedad Intelectual desde el 22 de junio de 2022.

## Tipología
Por su sabor se distinguen tres tipos de pimentón de la Vera.
- Picante: elaborado con la variedad jeromín, jariza y jaranda
- Dulce: elaborado con las variedades jaranda y bola
- Agridulce: elaborado con las variedades jaranda y jariza

La ley que establece la denominación de origen protegida pimentón de la Vera admite la adición de aceite vegetal en una proporción máxima del 3 % en masa del producto seco y un contenido en agua no superior al 14 %.

## Zona geográfica
El pimentón de la Vera se cultiva y elabora en la zona de los municipios de las comarcas naturales de La Vera, Campo Arañuelo, Valle del Ambroz y Valle del Alagón y Arrago, en el Norte de la provincia de Cáceres, España. La sede del consejo regulador de la Denominación de Origen se encuentra en Jaraíz de la Vera (Cáceres) España.

## Producción
Según los datos de la sede de DOP, la producción de pimentón de la Vera alcanzó en 2019 cerca de 3900 toneladas sobre una superficie de 1253 hectáreas. El sector está compuesto de 16 fabricantes y 408 agricultores.
|                            | 2010  | 2011  | 2012  | 2013  | 2014  | 2015  | 2016  | 2017  | 2018  | 2019  | 2020  |
| -------------------------- | ----- | ----- | ----- | ----- | ----- | ----- | ----- | ----- | ----- | ----- | ----- |
| Agricultores               | 325   | 335   | 377   | 407   | 408   | 464   | 425   | 449   | 433   | 408   | 372   |
| Industrias                 | 14    | 13    | 16    | 16    | 16    | 16    | 16    | 17    | 17    | 16    | 16    |
| Superficie de cultivo (Ha) | 806   | 962   | 1049  | 1.042 | 1.133 | 1.174 | 1.264 | 1.450 | 1.280 | 1.253 | 1.118 |
| Producción estimada (Tn)   | 2.350 | 2.841 | 3.200 | 2.788 | 3.523 | 3.160 | 3.652 | 4.395 | 3.724 | 3.857 | 3.208 |